# Burgwartschänke

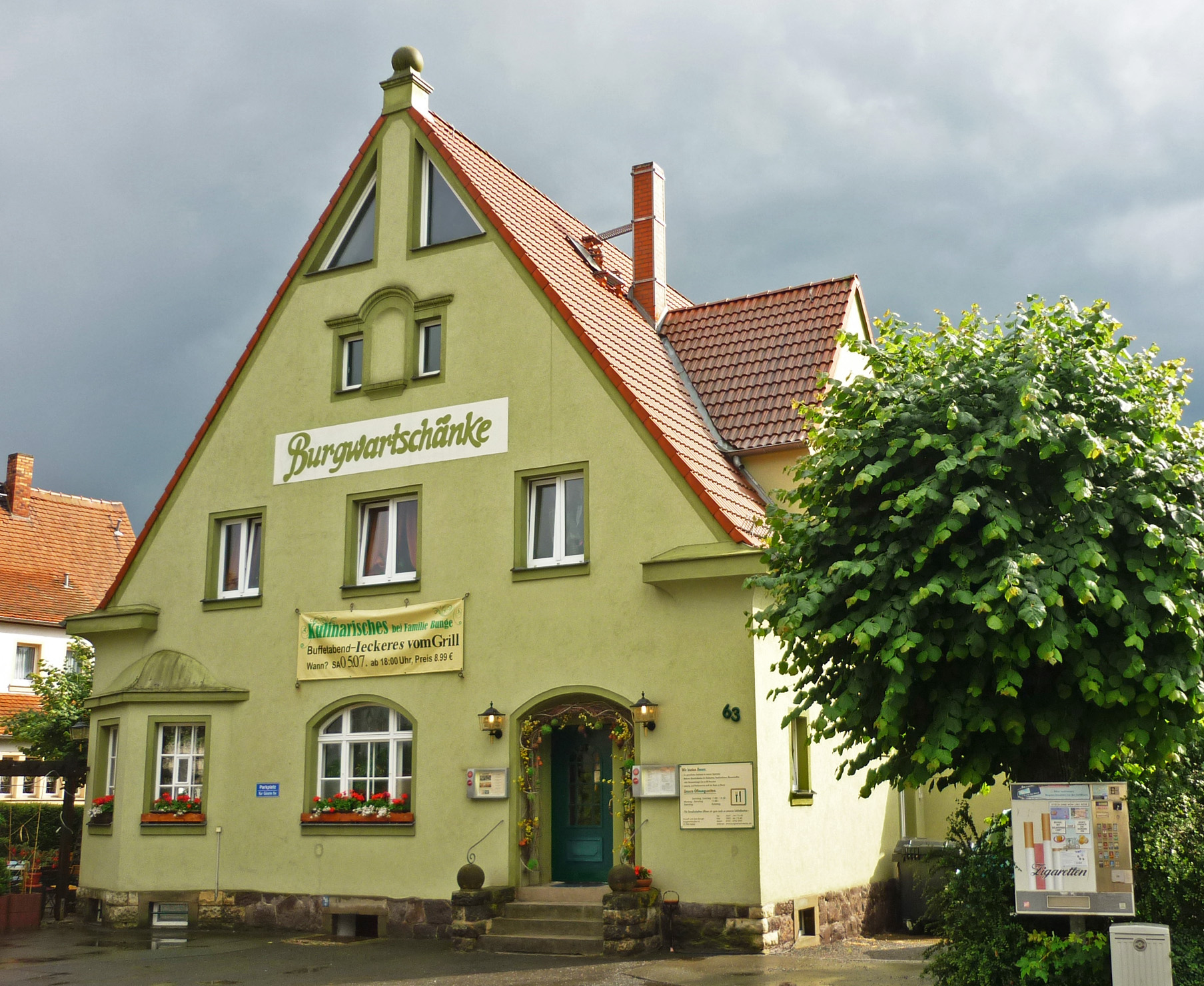
Die Burgwartschänke von der Burgwartstraße (2014)

Die Burgwartschänke ist ein denkmalgeschütztes Gasthaus im Freitaler Stadtteil Potschappel. Es wurde in den Jahren 1912/13 errichtet und beherbergt bis heute eine Gastwirtschaft.

## Lage und Baubeschreibung
Das Gebäude hat die postalische Adresse Burgwartstraße 63. Es liegt unmittelbar am Abzweig der Lucas-Cranach-Straße von der Burgwartstraße. Sowohl Gasthaus als auch Straße leiten ihren Namen vom Burgwartsberg ab, der unmittelbar nördlich zwischen Potschappel und (Ober-)Pesterwitz gelegen ist. Die Schänke markiert zugleich den Eingang zum Richtung Weißeritztal gelegenen Sauberg und der dort entstandenen Wohnsiedlung.
Das Hauptgebäude hat eine quadratische Grundfläche von etwa 12 × 12 Metern und ein steiles giebelständiges Satteldach, dessen Traufe bereits über dem Erdgeschoss liegt. Darüber befinden sich noch zwei Geschosse und an den Seiten jeweils Dachgauben. Die Front zur Burgwartstraße hat links eine Auslucht, die Giebelspitze ist geschmückt. Der Eingang befindet sich auf der rechten Seite. Rückwärtig befindet sich ein zweigeschossiger Anbau mit Flachdach, davor an der südöstlichen Gebäudeseite der Biergarten.
Aufgrund ihrer baugeschichtlichen Bedeutung wurde die Burgwartschänke in die Kulturdenkmalliste aufgenommen.

## Geschichte
Der in den Jahren 1912 bis 1913 nach Plänen des Architekten Kretzschmar errichtete Bau an der Ende des 19. Jahrhunderts angelegten Burgwartstraße ist ein früher Vertreter der Formensprache der späteren 1920er Jahre. Ursprünglich hatte er zwei Gaststuben, der Saal wurde 1927/28 ergänzt, sodass etwa 80 Personen Platz fanden. Nach 1945 war für kurze Zeit ein Offizierskasino eingerichtet. Danach erfolgte der Betrieb weiter als Gaststätte, nach 1961 bis 1990 dann per Verpachtung an die HO unter wechselnden Geschäftsführern.
2001 wurde das Gasthaus von den derzeitigen Eigentümern erworben und saniert, am 1. Mai 2002 erfolgte die Wiedereröffnung.